# Fangjiazui (sockenhuvudort i Kina, Hubei Sheng, lat 30,65, long 115,61)
Fangjiazui (kinesiska: 方家咀) är en sockenhuvudort i Kina. Den ligger i provinsen Hubei, i den centrala delen av landet, omkring 130 kilometer öster om provinshuvudstaden Wuhan. Antalet invånare är 25 045. Befolkningen består av 12 203 kvinnor och 12 842 män. Barn under 15 år utgör 14,0 %, vuxna 15-64 år 72 %, och äldre över 65 år 13,0 %.
Runt Fangjiazui är det tätbefolkat, med 427 invånare per kvadratkilometer. Närmaste större samhälle är Kuanghe, 8,2 km nordväst om Fangjiazui. Trakten runt Fangjiazui består till största delen av jordbruksmark.
Genomsnittlig årsnederbörd är 1 917 millimeter. Den regnigaste månaden är juli, med i genomsnitt 301 mm nederbörd, och den torraste är december, med 52 mm nederbörd.